# Autopista del Aconcagua

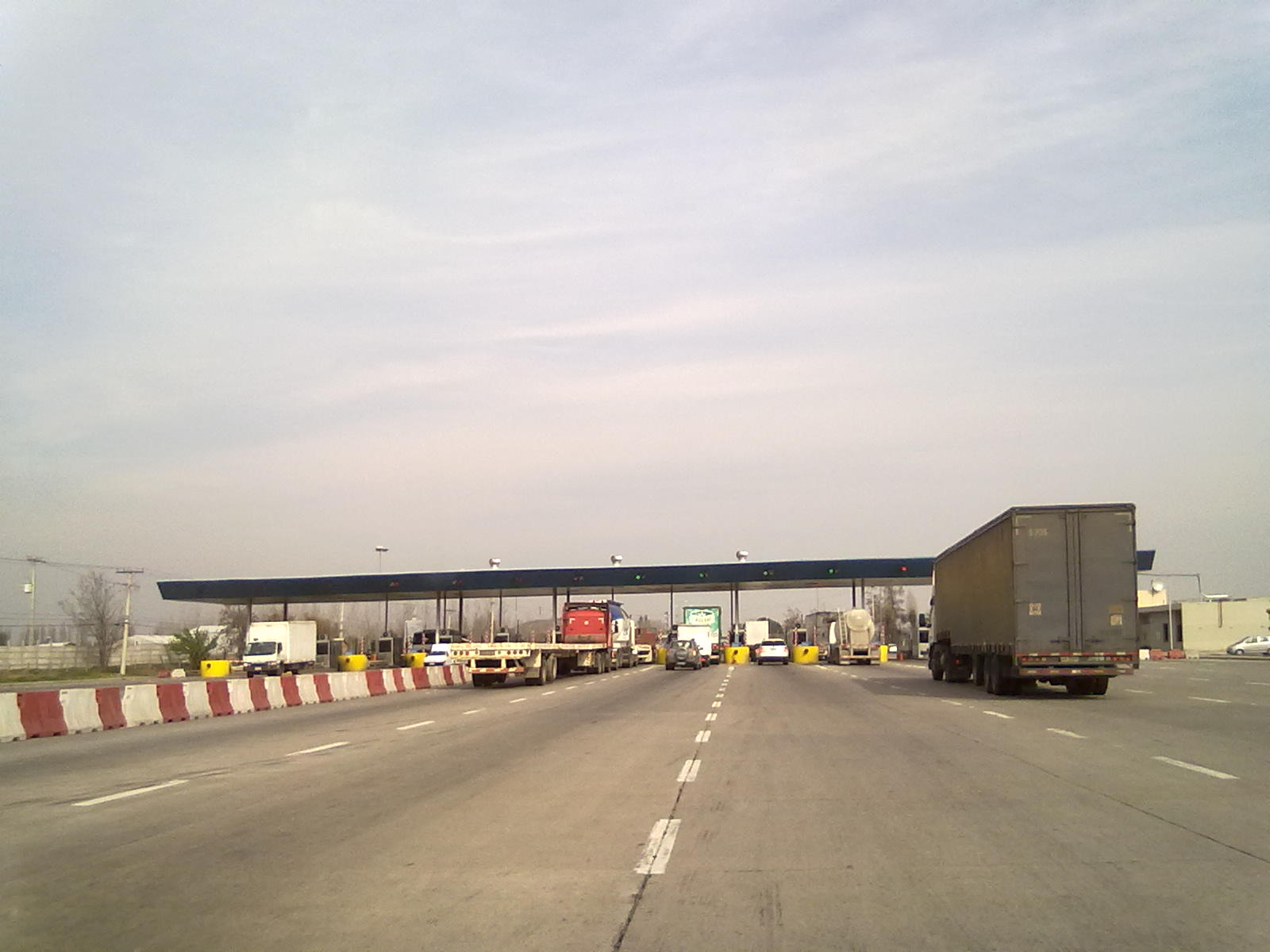
Mautstelle Lampa der Route CH-5 Nord in der Provinz Chacabuco, Metropolregion Santiago, Chile

Die Sociedad Concesionaria Autopista del Aconcagua S.A. mit Sitz in Santiago de Chile ist ein konzessioniertes Unternehmen zum Betrieb von Straßen in Chile. Gegründet wurde es 1997 als Concesionaria Tribasa Los Vilos S.A.
Autopista del Aconcagua hat die Konzession für Planung, Bau, Instandhaltung, Nutzung und Betrieb der Ruta 5 im Abschnitt Santiago – Los Vilos und Erbringung ergänzender Dienstleistungen. Der Abschnitt umfasst die Kilometer 10,86 bis 229,10 der Ruta 5 Norte. Das chilenische Ministerium für öffentliche Arbeiten (spanisch Ministerio de Obras Públicas, MOP) hat im Februar 2021 die Konzession bis zum 31. März 2023 verlängert.
Aktionäre sind  Global Vía Infraestructuras Chile S.A. und  Globalvia Inversiones S.A. Generaldirektor ist Pablo Pajares Tarancón. Ende 2020 hatte das Unternehmen 57 Mitarbeiter.